# Чорний Ліс (Смолевицький район)
Чорний Ліс (біл. вёска Чёрный Лес) — село в складі Смолевицького району Мінської області, Білорусь. Село підпорядковане Жодинській сільській раді, розташоване в центральній частині області.